# Jason Hettenbaugh
Jason Hettenbaugh (* 17. August 1980) ist ein US-amerikanischer Biathlet.
Jason Hettenbaugh lebt in Lima und startet für den Verein Western NY Biathlon. 2006 versuchte er sich erstmals für die Sommerbiathlon-Weltmeisterschaften zu qualifizieren, scheiterte jedoch mit den Plätzen sieben im Sprint und sechs in der Verfolgung in den nationalen Meisterschafts- und Qualifikationsrennen. Im Winter gehört er nicht zu den herausragenden Biathleten seines Landes, kann aber vereinzelt gute Ergebnisse vorweisen und war beispielsweise in der Gesamtwertung des Biathlon-NorAm-Cups 2007/08 18. Einen zweiten Versuch sich für eine Sommer-WM zu qualifizieren startete Hettenbaugh 2009. Bei den Ausscheidungsrennen, die erneut auch die US-Meisterschaften im Sommer-Biathlon waren, belegte er die Plätze fünf im Sprint, vier in der Verfolgung und sechs im Massenstart und qualifizierte sich damit knapp vor Keith Woodward für den letzten freien Startplatz. Bei den Crosslauf-Wettkämpfen der Sommerbiathlon-Weltmeisterschaften 2009 in Oberhof belegte der US-Amerikaner die Plätze 44 im Sprint und 40 in der Verfolgung und war damit hinter Sam Morse zweitbester US-Amerikaner.